# Pollice verso (роман)
«Pollice verso» («Добей его!») — роман русского писателя Алексея Алексеевича Тихонова (псевдоним Луговой) изданный в 1891 году. Это произведение принесло автору наибольшую известность.
Роман представляет собой интересно задуманные «параллели», четыре «панно», иллюстрирующие психологию толпы.
Повествование начинается описанием боя гладиаторов в римском цирке, где неистовая толпа, опуская палец вниз (Pollice verso), требует от гладиатора-победителя смерти гладиатора-побежденного.
Во втором и третьем «панно» читатель переносится в Мадрид, на бой быков, затем в Антверпен — на дебют начинающего певца, которому, несмотря на заканчивающуюся смертью болезнь, приходится петь перед публикой, сердитой на скупого антрепренёра за то, что он медлит ангажементом знаменитого тенора.
В четвёртом «панно» действие происходит в провинциальном университетском городке Российской империи; молодой, блестяще начавший карьеру профессор-хирург делает — отчасти потому, что соперник, старый хирург, подставляет ему ножку, — неудачную операцию; больная умирает; взволнованный оператор дает сопернику пощечину; печать за это на него страшно накидывается, у него сразу падает практика, грозит удаление из университета, жена волнуется не за него, а за свою будущность — и доктор в конце концов застрелился.
Сквозь этот калейдоскоп эпох и стран проходит одна и та же черта — беспощадная жестокость, с которою толпа, благоговея перед победителем, безжалостна к побежденному.
Немецкий перевод А. Ф. Реклама был опубликован в Universal Bibliothek.